# Tira còmica

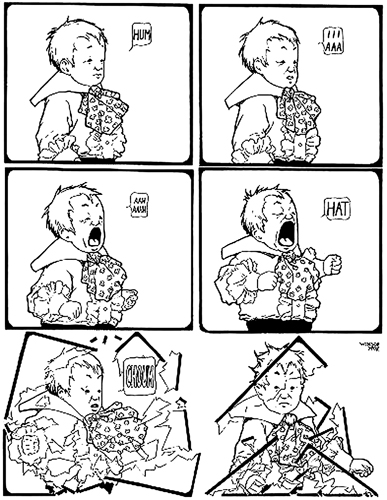
Little Sammy Sneeze, Winsor McCay.

Una tira còmica és una narració seqüencial breu que es desenvolupa a través d'unes poques  vinyetes (normalment d'1 a 4, en posició horitzontal). Són obra d'un dibuixant (o bé d'un dibuixant i un guionista) i es publiquen periòdicament en diaris, revistes i pàgines d'Internet.
La tira, si bé pot seguir un fil argumental que es desenvolupa a través de diverses tires, ha de tenir una estructura que permeti el seu funcionament de forma autònoma tant en el format clàssic de plantejament, nus i desenllaç, o bé mitjançant una narració seriada.
Es considera que la sèrie The Yellow Kid (1895) va ser la primera tira còmica de la història, i Mutt and Jeff de Bud Fisher, la primera amb periodicitat diària, que es va començar a publicar de forma seriada al San Francisco Chronicle el 15 de novembre de 1907, si bé amb anterioritat ja havien aparegut històries de poques vinyetes en format horitzontal, com A. Piker Clerk de Clare Briggs, o diverses vinyetes del dibuixant Caran d'Ache.
Normalment s'associa el format de la tira amb creacions humorístiques a causa de l'èxit de personatges com Popeye, Barney Google, Peanuts, Mafalda, Andy Capp, Mutts, Calvin i Hobbes o, a casa nostra, les tires de Don Plácido, El Bon Jan o Mr Hyde dibuixades per Alfons Figueras, Quico, el progre, de José Luís Martín, Els Farrús de Marçal al diari La Mañana, o Granotes i cuques, dibuixades per Daniel Boada a l'Avui. No obstant, en aquest format també s'han publicat tires de molts altres gèneres com el d'aventures com Tarzan o Prince Valiant, detectivesc com Dick Tracy, de ciència-ficció com Flash Gordon o de superherois com The Phantom o Mandrake the Magician, entre d'altres.
Un altre cas són les tires d'humor satíric, on els protagonistes no són personatges imaginaris sinó els polítics. Un mestre d'humor en aquest format és Toni Batllori, que realitza des de 1994 la seva tira diària Ninots al diari La Vanguardia, o Joan Tharrats que ho fa al diari Avui.
Altres autors han dibuixat tires còmiques, ja sigui en format còmic, o amb sàtira política o esportiva:  Muntañola,  Castanys, Peñarroya, Conti, Vázquez, Carlos Giménez, Oli, Josep Maria Beà, Enric Sió, Enrique Ventura, Joma, Kap, Cifré o Farruqo
Internet ha permès la proliferació de webcomics, on molts autors publiquen les seves tires còmiques. Hi ha alguns intents Arxivat 2009-04-24 a Wayback Machine. d'aplegar el màxim de webcomics en català, si bé, molts no són en format de tira.